# Salerano sul Lambro
Salerano sul Lambro (lombardul: Salaran) település Olaszországban, Lombardia régióban, Lodi megyében. Lakosainak száma 2635 fő (2023. január 1.). Salerano sul Lambro Borgo San Giovanni, Caselle Lurani, Castiraga Vidardo, San Zenone al Lambro, Casaletto Lodigiano és Lodi Vecchio községekkel határos.

## Népesség
A település lakossága az elmúlt években az alábbi módon változott:
| Lakosok száma | 2623 | 2634 | 2635 |
|               | 2017 | 2018 | 2023 |